# Signus
Signus es uno de los sistemas integrados de gestión (SIG) de neumáticos usados que funciona en España. Como entidad sin ánimo de lucro, gestiona y promueve el reciclado de los neumáticos fuera de uso (NFU). Creado por las empresas fabricantes e importadoras de neumáticos en 2005, comprende, además de la gestión, una labor de investigación y desarrollo de nuevas aplicaciones y mercados para los productos resultantes.

## Desarrollo
Hasta la llegada de la primera legislación ambiental sobre reciclaje y reutilización en España, eran los talleres quienes se encargaban de la gestión de los neumáticos usados que en gran parte terminaban en los vertederos o se reutilizaban como parapetos en puertos y circuitos de velocidad, pasando por alto su valor como materia prima secundaria o combustible.

El Real Decreto (RD) 1619/2005 de 30 de diciembre, obligó a los productores –tanto fabricantes como importadores- a responsabilizarse del residuo que aparecía cuando los neumáticos finalizaban su uso y a realizar su correcta gestión medioambiental. 

Signus fue fundado por los cinco principales fabricantes de neumáticos del mundo (Bridgestone, Continental, Goodyear Dunlop, Michelin y Pirelli) siguiendo las directrices del RD 1619/2005 que promovía los sistemas integrados de gestión. Integra además a otros fabricantes e importadores de neumáticos, en forma de empresas adheridas, superando las 300 entidades en la actualidad.
En la gestión también participan las personas o empresas que operan con los neumáticos usados en alguna de sus fases de transporte, almacenamiento, preparación para la reutilización y transformación, conformando la red operacional. En ella están integrados los centros de recogida y clasificación, y las instalaciones de trituración y granulación.
Estos gestores, repartidos por toda la geografía española y presentes en las distintas comunidades autónomas, tienen capacidad para atender gratuitamente cualquier petición de recogida. La selección de estos otros socios en el proceso del reciclado se realiza mediante concurso, siguiendo las pautas de universalidad, transparencia y objetividad de las distintas convocatorias.

La financiación del sistema de gestión está basada en el "ecovalor", la cantidad con la que el productor contribuye a los costos de la gestión medioambiental cada vez que pone un neumático nuevo en el mercado y que se repercute a través de la cadena de comercialización hasta el consumidor final.

## Reciclaje y reutilización
Todos los neumáticos del mercado español de reposición puestos por los productores adheridos a Signus, de acuerdo con el R.D. 1619/2005, son objeto de reciclaje o reutilización por parte de los gestores de Signus.
En los datos publicados, en 2022, Signus gestionó en España 200.614 toneladas de neumáticos fuera de uso. Tras su clasificación se reutilizaron como neumáticos de ocasión y recauchutados (11,9%), como materia prima secundaria (48,3%) y como generadores de energía (39,8%) en combustible sólido alternativo para las cementeras o en la producción de electricidad.

Mediante la trituración o el granulado (que separa caucho, acero y fibras), se destina el producto resultante al asfaltado de carreteras (polvo de caucho), la creación de suelos (pistas deportivas, césped, parques infantiles), los drenajes y rellenos, así como a otras aplicaciones (suelas de calzado, pantallas acústicas, reductores de la altura de las olas marítimas, barreras de protección, piezas de caucho y aplicaciones ornamentales).

## Investigación y desarrollo
Comprometidos con la sostenibilidad y con los principios de la economía circular, sus objetivos de investigación están enfocados a conseguir nuevos materiales a partir de los neumáticos usados (NFU) para contribuir a unas infraestructuras sostenibles y a materiales reciclados que se usarán en el sector textil, del calzado y de la moda. 

Ello supone una importante inversión en investigación y desarrollo y la colaboración con entidades públicas y privadas (universidades, institutos tecnológicos, administraciones públicas, constructoras, cementeras, industria ambiental...)
Entre los proyectos y las investigaciones destacan:
- Infraestructuras sostenibles: barreras de contención de vehículos con hormigón y caucho que permiten una mayor absorción de energía en caso de impacto;[11] sistemas de vía en placa para infraestructuras ferroviarias, mezclando NFU y poliuretano y reduciendo vibraciones y ruido al paso de los trenes (experimentado en el metro ligero de Granada);[12] incorporación de materiales procedentes de NFU a hormigón en masa; triturado de NFU como relleno de terraplenes.
- Moda sostenible: bolsos y mochilas,[13] suelas de caucho en flip flop.[14]
- Utilización del caucho en pistas ecuestres.[15]